# Home Is Such a Lonely Place
Home Is Such a Lonely Place è un singolo del gruppo musicale statunitense Blink-182, pubblicato il 18 aprile 2017 ed estratto dal loro settimo album in studio California.

## Video musicale
Il videoclip, diretto da Jason Goldwatch, è stato pubblicato il 6 giugno 2017 attraverso il canale YouTube del gruppo.

## Tracce
Download digitale
1. Home Is Such a Lonely Place – 3:21

## Formazione
- Mark Hoppus – voce, basso
- Matt Skiba – voce, chitarra
- Travis Barker – batteria, percussioni